# Chovatelská stanice
Chovatelská stanice (zkráceně jen CHS) je chov čistokrevných zvířat a jeho mezinárodně chráněný název. Používá se především v souvislosti s psy (anglický ekvivalent breeding kennel) a kočkami (breeding cattery), někdy se v podobném kontextu používají termíny chovná stanice a u rostlin (například obilí a vinné révy) šlechtitelská stanice. V Česku je registrováno víc než 37 tisíc takových stanic. Chovná stanice musí splňovat podmínky, které stanovují příslušné chovatelské organizace, například pro české chovatele čistokrevných psů je to Českomoravská kynologická unie (ČMKU).